# Palazzo Moro Lin (San Polo)
Palatul Moro Lin, cunoscut și sub numele de palatul Morolin Michiel Olivo, este un palat venețian situat în cartierul San Polo.

## Istorie
Clădirea, împreună cu Palazzo Moro Lin cu același nume din San Marco, aparținea familiei Moro Lin, printre cele mai vechi familii patriciene din Veneția, care erau implicate în comerț cu Olanda, Spania și India și care o fost admise la Maggior Consiglio în 1297.
Astăzi, palatul este o proprietate privată.

## Descriere
Este o antică clădire gotică împărțită în trei etaje: pé pian (parter), soler nobile (etajul doi) și podul soler (etajul trei). Pe pé pian, pe fațada clădirii cu vedere la Rio de San Polo, există trei accese la canal (porte da mar). Ușa principală are arc rotund și este plasată în poziție centrală în timp ce cele două laterale sunt mai mici ca dimensiuni și au arhitrave, îndeplinind inițial o funcție de serviciu.
Pe soler pian observăm o promiscuitate a elementelor arhitecturale: pe lateral fereastra lombardă cu patere și transenne policrome, în timp ce în centrul fațadei principale se remarcă quadriforă renascentista cu arcuri rotunde, flancata pe laturi de ferestre ascuțite cu o singură lancetă. Întregul lucru este completat de două rotunde la capătul rozei tipice.
Pe partea laterală a Calle Moro Lin și adiacent Corte Moro Lin, o trifora archiacuta poate fi văzută în afara curții interioare mari. 

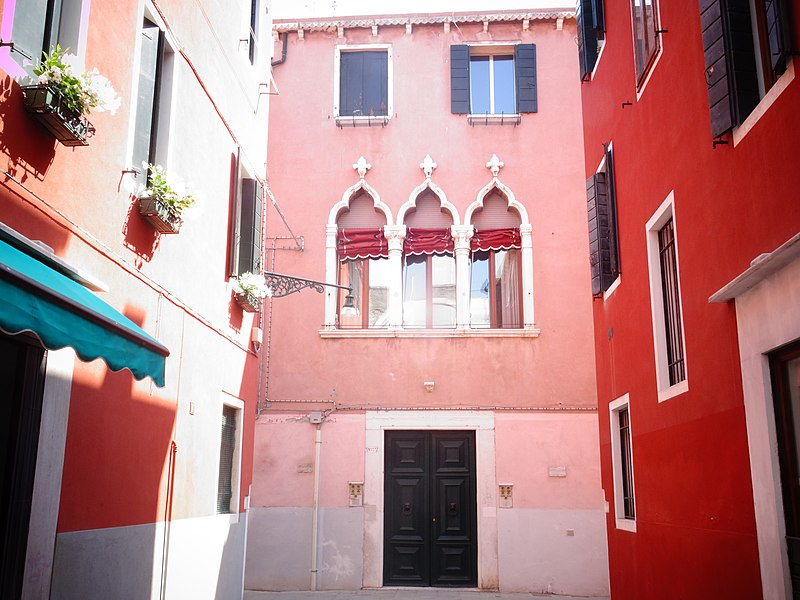
Fațada clădirii de pe Calle Moro Lin